# Ron Carter
Ron Carter (Ferndale, Míchigan, 4 de mayo de 1937) es un contrabajista estadounidense de jazz. Su contribución en más de 3500 álbumes[cita requerida] hacen de él uno de los contrabajistas con más grabaciones en la historia del jazz, junto a Milt Hinton, Ray Brown y Leroy Vinnegar.
Carter es también un aclamado chelista que ha participado en numerosas grabaciones tocando el chelo en abundantes obras de música clásica. También ha contribuido en la música para bandas sonoras de películas.

## Carrera profesional
Su primer trabajo como músico de jazz fue con Jaki Byard y Chico Hamilton. La primera grabación que hizo fue junto a Eric Dolphy, otro antiguo miembro del grupo de Hamilton y Don Ellis, en 1960.  
Carter también trabajó durante este tiempo con Randy Weston, Thelonious Monk, Wes Montgomery, Bobby Timmons, Cannonball Adderley y Art Farmer.
Carter se hizo famoso gracias al segundo gran quinteto de Miles Davis, a comienzos de los años 1960s, que también incluía a Herbie Hancock, Wayne Shorter y Tony Williams.
Después de dejar a Miles Davis, Carter grabó fundamentalmente para el sello CTI, haciendo álbumes bajo su propio nombre y también apareciendo en otros muchos del sello con otros músicos muy variados, como Herbie Mann, Paul Desmond, George Benson, Jim Hall, Nat Adderley, Antonio Carlos Jobim, J. J. Johnson y Kai Winding, Eumir Deodato, Esther Phillips, Freddie Hubbard, Stanley Turrentine, Kenny Burrell, Chet Baker, Johnny Frigo y muchos otros más.
Carter también ha tocado y grabado con Billy Cobham, Stan Getz, Coleman Hawkins, Joe Henderson, Horace Silver, Shirley Scott, Helen Merrill, Houston Person, The Rascals, Red Garland, Antonio Carlos Jobim y muchos otros importantes artistas de jazz, además de grabar más de 25 álbumes como líder.

## Discografía selecta

### Como líder
- 1961: Where?
- 1966: Out Front (Prestige Records)
- 1969: Uptown Conversation
- 1973: All Blues (CTI Records)
- 1973: Blues Farm
- 1974: Spanish Blue
- 1975: Anything Goes
- 1976: Yellow & Green
- 1976: Pastels
- 1977: Piccolo
- 1977: Peg Leg
- 1978: Standard Bearers
- 1979: Parade
- 1980: New York Slick (Milestone)
- 1980: Patrao
- 1990: Carnaval
- 1991: Meets Bach (Blue Note)
- 1992: Friends (Blue Note)
- 1994: Jazz, My Romance (Blue Note)
- 1995: Mr. Bow Tie (Blue Note)
- 1995: Brandenburg Concerto (Blue Note)
- 1997: The Bass and I
- 1998: So What (Blue Note)
- 1999: Orfeu (Blue Note)
- 2001: When Skies Are Grey (Blue Note)
- 2002: Stardust (Blue Note)
- 2003: The Golden Striker (Blue Note)
- 2003: Eight Plus
- 2003: Ron Carter Plays Bach
- 2006: Live at The Village Vanguard
- 2007: Dear Miles
- 2008: Jazz and Bossa

### Como músico acompañante
- Toshiko Akiyoshi - Toshiko at Top of the Gate (1968)
- George Benson - Giblet Gravy (1968); Shape of Things to Come (1969); The Other Side of Abbey Road (1970); Beyond the Blue Horizon (1971); White Rabbit (álbum) (1972); Body Talk (1973); Bad Benson (1974); Big Boss Band (1990)
- Donald Byrd - Electric Byrd (1970)
- The Classical Jazz Quartet Plays Bach (Vertical Jazz, 2002); The Classical Jazz Quartet Play Rachmaninov (16 de mayo de 2006, Kind of Blue); The Classical Jazz Quartet Play Tchaikovsky (19 de septiembre de 2006)
- Billy Cobham - Spectrum (1973)
- Harry Connick, Jr. - Harry Connick Jr. (1987)
- Hank Crawford - Mr. Blues Plays Lady Soul (1969); It's a Funky Thing to Do (1971); Help Me Make it Through the Night  (1972)„ We Got a Good Thing Going (1972)„ Don't You Worry 'Bout a Thing (1975)
- Miles Davis - Quiet Nights (1962); Live at the 1963 Monterey Jazz Festival; Four and More; My Funny Valentine; Live in Milan 1964; Live At the Plugged Nickel, Miles Smiles, ESP, Miles in the Sky, Seven Steps to Heaven, The Sorcerer, Filles de Kilimanjaro, Water Babies; Nefertiti
- Eric Dolphy - Out There (1960)
- Roberta Flack - First Take (1970), Quiet Fire (1971), Killing Me Softly (1973)
- Johnny Frigo - Live from Studio A in New York City (1988)
- Jim Hall - Alone Together (1986)
- Herbie Hancock - Empyrean Isles (1964), Maiden Voyage (1965), Speak Like A Child (1968), Third Plane (1977)
- Coleman Hawkins - Night Hawk (1961); The Hawk Relaxes (1961)
- Bobby Hebb – Sunny (LIVE ACOUSTIC TV 1972)
- Joe Henderson - Power To The People
- Andrew Hill - Grass Roots, Lift Every Voice, Passing Ships
- Freddie Hubbard - Red Clay (1970), First Light (1971).
- Bobby Hutcherson - Components
- Milt Jackson - Sunflower (1972)
- Quincy Jones - Gula Matari (1970)
- Helen Merrill - Duets (1987)
- Wes Montgomery - So Much Guitar (1961), Tequila, California Dreaming
- Sam Rivers - Fuchsia Swing Song, Contours
- Oliver Nelson - Sound Pieces
- New York Jazz Quartet - In Concert in Japan (1975)
- Hermeto Pascoal - Hermeto (1971)
- Austin Peralta - Maiden Voyage (2006)
- The Rascals - "See" (1969)
- Devadip Carlos Santana - The Swing Of Delight (1980)
- Wayne Shorter - Speak No Evil (1964), The All Seeing Eye
- A Tribe Called Quest - The Low End Theory (1991)
- McCoy Tyner - The Real McCoy, Expansions, Trident, Counterpoints, Supertrios, Extensions (1970)

### Bandas sonoras
- The Wiz (Original Motion Picture Soundtrack) (1978)
- Twin Peaks (Television Series, 2nd Season) (1990)
- Twin Peaks: Fire Walk with Me (Motion Picture Soundtrack) (1993)
- Tchaikovsky's Nutcracker (2001, Vertical Jazz)
- Christmas (2006)[2]